# خالد ناری
خالد ناری (زاده ۲۳ ژوئیه ۱۹۹۴) یک بازیکن فوتبال اهل آلمان است. وی برای باشگاه فوتبال دوسلدورف بازی می‌کند.